# Бетл мега-монстрів: Легенди Ультра Галактики The Movie
«Бетл мега-монстрів: Легенди Ультра Галактики The Movie» (яп. 大怪獣バトル ウルトラ銀河伝説 The Movie, Дайкайдзю Батору Уротора Ґінґа Денсецу За Мубі) — японський супергеройський кайдзю-фільм 2009 року і частина Ультра Серії. Прем'єра фільму у кінотеатрах Японії відбулася 12 грудня 2009 року, де його розповсюдила компанія Warner Bros. Entertainment Japan. Слоганом фільму є «Відновити світло галактики!!» (яп. 取り戻せ!!銀河の光, Торімодосе!! Ґінґа но хікарі). Касові збори фільму склали $6 161 665, таким чином роблячи його другим найуспішнішим фільмом «Ультра Серії», після фільму попереднього року. Це режисерський дебют Коічі Сакамото, який ознаменував перші появи Ультрамена Зеро та Ультрамена Беліала. Альтернативною назвою фільму є «Великий монстр: Легенда Ультра Чумацького Шляху».
«Бетл мега-монстрів» є сиквелом фільму «Ультрамен Мебіус Супутня історія: Вороття привида». Фільм також породив ряд прямих продовжень: «Ультрамен Зеро Фільм: Супер вирішальна битва!! Галактична імперія Беліала», «Ультрамен Сага» і «Ультрамен Зеро Супутня історія: Бітстар Вбивця».

## Сюжет
Після перемоги над Бемуляром, Ультрамен Мебіус повертається на Землю Світла в туманності М78. Тим часом, в Космічній в'язниці, Іншопланетянин Зараб допомагає втекти Ультрамену Беліалу, після чого той вбиває його. Беліал бере свою могутню зброю, Ґіґа Бетл Найзер, але його атакують численні Ультри на чолі з Ультраменом Таро. Проте він перемагає їх, після чого атакує Землю Світла і її мешканців, включаючи Батька Ультра та Мати Ультра. Він бере плазмову іскру, яка підтримувала планету і відлітає, а Ультрамен Таро захищає останню її частину. Мебіус повертається та зустрічає Ультрамена та Ультрасевена, які доручають йому шукати Рейонікса Рея.
Мебіус знаходить Рея, який вміє керувати Ґоморою та його друзів, після чого з'єднується з ним та розповідає про історію Беліала. Спершу Беліал був добрим та справедливим, як і інші Ультри, однак коли він намагався взяти плазмову іскру, його було вигнано. Коли з ним злився Іншопланетянин Рейбрад, він остаточно став жорстоким, і тепер намагається захопити галактику. Рей погоджується допомогти зупинити Беліала, який намагається відновити свою армію кайдзю.
Прибувши на Землю Світла, вони стикаються з Іншопланетянином Шаплейом, Дорако, Бемстаром та Сарамандорою. Рею, Мебіусу, Ультрамену та Ультрасевену ледве вдається перемогти монстрів. Після цього вони подорожують далі за Беліалом. Тим часом, Ультрамен Зеро, який теж був висланий через спробу заволодіти іскрою, тренується на пустельній планеті. На Кладовищі монстрів, головні герої стикаються з армією Беліала, а той змушує Рея атакувати Ультраменів. Ґомора Рея смертельно ранить Ультрасевена. Тим часом, Ультрамен Дайна знаходить друзів Рея, і переправляє їх до нього. Там вони допомагають йому вийти з-під контролю Беліала. Дайна бореться з Беліалом, а той відкидає окуляри Севена на планету, де тренується Зеро. Коли він спасає життя меншій формі життя, Піґмону, він стає достойним і дізнається, що Ультрасевен — його батько, і він намагався не допустити, щоб Зеро став таким, як Беліал. Після цього він досягає Кладовища монстрів, і побачивши смерть батька, б'ється з Беліалом та його армією. Однак Беліал об'єднується з усіма своїми монстрами в Белюдру. Рей використовує Ґіґа Бетл Найзер і відволікає Беліала, після чого він з Зеро знищують Белюдру. Іскра повертається на місце, а Рей з друзями виявляються першими людьми, які коли-небудь ступали на Землю Світла. Зеро воз'єднується з відподженим Севеном, після чого Ультрамен Кінг виголошує промову про ціль Ультра Героїв. Тим часом, виявляється, що Беліал вижив.

## В ролях
| Актор                       | Роль                                     |
| --------------------------- | ---------------------------------------- |
| Сьота Мінамі                | Рей                                      |
| Сусуму Куробе               | Шин Хаята, Ультрамен (голос)             |
| Кодзі Моріцугу              | Ден Моробоші, Ультрасевен (голос)        |
| Хіроюкі Конісі              | Хюґа                                     |
| Сакі Камірьо                | Харуна                                   |
| Міцутоші Шундо              | Кумано                                   |
| Тору Хачіное                | Окі                                      |
| Таійо Сугіура               | Мусаші Харуно                            |
| Такесі Цуруно               | Шин Асука, Ультрамен Дайна (голос)       |
| Сундзі Іґарасі              | Маїірай Хібіно, Ультрамен Мебіус (голос) |
| Мамору Ічіяма, Сатосі Фуруя | мешканці Землі Світла                    |
| Таксі Окамура               | Іншопланетянин Прессур                   |
| Хіруюкі Місаяка             | Ультрамен Беліал (голос)                 |
| Мамору Міяно                | Ультрамен Зеро (голос)                   |
| Дзіро Ден                   | Ультрамен Джек (голос)                   |
| Кейдзі Такаміне             | Ультрамен Ейс (голос)                    |
| Рю Манацу                   | Ультрамен Лео (голос)                    |
| Осаму Ямамото               | Ультрамен 80 (голос)                     |
| Хідеюкі Танака              | Ультрамен Зоффі (голос)                  |
| Хіроя Ісімару               | Ультрамен Таро (голос)                   |
| Кеіічі Нанба                | Ультрамен Хікарі (голос)                 |
| Такесі Аоно                 | Іншопланетянин Зараб (голос)             |
| Рі Насеґава                 | Мати Ультра (голос)                      |
| Дайсуке Наґакура            | Іншопланетянин Зеттон (голос)            |
| Таійо Кавасіта              | Іншопланетянин Шаплей (голос)            |
| Масахіро Чоно               | Іншопланетянин Рейбрад (голос)           |
| Токума Нісіока              | Батько Ультра (голос                     |
| Юнічіро Коізумі             | Ультрамен Кінг (голос)                   |
| Хідеюрі Хорі                | Ґіґа Бетл Найзер (голос)                 |
| Масаакі Ядзіма              | оповідач                                 |

## Виробництво
Сусуму Куробе з оригінального «Ультрамена» та Кодзі Моріцугу з «Ультрасевена» повернутися до фільму, як і Такесі Цуруно з «Ультрамена Дайни», Тайю Сугіура з «Ультрамена Космосу», Сюндзі Ігарасі з Ультрамена Мебіуса" та Сьота Мінамі з «Ультра Галактики Битви мега-монстрів». Режисером фільму став Коічі Сакамото, який режисував «Могутніх рейнджерів» в Новій Зеландії. Актор Мамору Міяно озвучив Ультрамена Зеро, а експрем'єр-міністр Японії Дзунічіро Коідзумі озвучив Ультрамена Кінга. Для просування фільму та Windows 7 було проведено спеціальну подію разом з Ультрасевеном, Ультраменом Зеро та працівниками Microsoft.